# Scaphosepalum
Scaphosepalum é um género botânico pertencente à família das orquídeas (Orchidaceae).

## Espécies deScaphosepalum
1. Scaphosepalum anchoriferum (Rchb.f.) Rolfe, J. Bot. 28: 136 (1890)
2. Scaphosepalum andreettae Luer, Phytologia 57: 64 (1985)
3. Scaphosepalum antenniferum Rolfe, Gard. Chron., III, 7: 709 (1890)
4. Scaphosepalum beluosum Luer, Selbyana 5: 188 (1979)
5. Scaphosepalum bicolor Luer & R.Escobar, Orquideologia 14: 186 (1981)
6. Scaphosepalum bicristatum Luer, Monogr. Syst. Bot. Missouri Bot. Gard. 88: 110 (2002)
7. Scaphosepalum breve (Rchb.f.) Rolfe, J. Bot. 28: 136 (1890)
8. Scaphosepalum cimex Luer & Hirtz, Monogr. Syst. Bot. Missouri Bot. Gard. 26: 46 (1988)
9. Scaphosepalum clavellatum Luer, Selbyana 3: 32 (1976)
10. Scaphosepalum cloesii Luer, Monogr. Syst. Bot. Missouri Bot. Gard. 72: 115 (1998)
11. Scaphosepalum dalstroemii Luer, Orchideer 5: 180 (1984)
12. Scaphosepalum decorum Luer & R.Escobar, Orquideologia 13: 149 (1982)
13. Scaphosepalum delhierroi Luer & Hirtz, Monogr. Syst. Bot. Missouri Bot. Gard. 39: 158 (1991)
14. Scaphosepalum digitale Luer & Hirtz, Monogr. Syst. Bot. Missouri Bot. Gard. 39: 160 (1991)
15. Scaphosepalum dodsonii Luer, Phytologia 54: 390 (1983)
16. Scaphosepalum fimbriatum Luer & Hirtz, Monogr. Syst. Bot. Missouri Bot. Gard. 26: 57 (1988)
17. Scaphosepalum gibberosum (Rchb.f.) Rolfe, J. Bot. 28: 136 (1890)
18. Scaphosepalum globosum Luer & Hirtz, Monogr. Syst. Bot. Missouri Bot. Gard. 72: 115 (1998)
19. Scaphosepalum grande Kraenzl., Notizbl. Bot. Gart. Berlin-Dahlem 8: 135 (1922)
20. Scaphosepalum hirtzii Luer, Phytologia 46: 385 (1980)
21. Scaphosepalum jostii Luer, Monogr. Syst. Bot. Missouri Bot. Gard. 72: 116 (1998)
22. Scaphosepalum lima (F.Lehm. & Kraenzl.) Schltr., Repert. Spec. Nov. Regni Veg. Beih. 7: 220 (1920)
23. Scaphosepalum macrodactylum (Rchb.f.) Rolfe, J. Bot. 28: 136 (1890)
24. Scaphosepalum manningii Luer, Monogr. Syst. Bot. Missouri Bot. Gard. 65: 119 (1998)
25. Scaphosepalum martineae Luer, Monogr. Syst. Bot. Missouri Bot. Gard. 72: 116 (1998)
26. Scaphosepalum medinae Luer & J.Portilla, Monogr. Syst. Bot. Missouri Bot. Gard. 79: 131 (2000)
27. Scaphosepalum merinoi Luer, Monogr. Syst. Bot. Missouri Bot. Gard. 88: 110 (2002)
28. Scaphosepalum microdactylum Rolfe, Bull. Misc. Inform. Kew 1893: 335 (1893)
29. Scaphosepalum odontochilum Kraenzl., Bull. Misc. Inform. Kew 1925: 113 (1925)
30. Scaphosepalum ophidion Luer, Phytologia 49: 222 (1981)
31. Scaphosepalum ovulare Luer, Selbyana 3: 34 (1976)
32. Scaphosepalum panduratum Luer & R.Escobar, Monogr. Syst. Bot. Missouri Bot. Gard. 64: 134 (1997)
33. Scaphosepalum parviflorum Luer & Hirtz, Monogr. Syst. Bot. Missouri Bot. Gard. 44: 124 (1992)
34. Scaphosepalum pleurothallodes Luer & Hirtz, Monogr. Syst. Bot. Missouri Bot. Gard. 44: 126 (1992)
35. Scaphosepalum portillae Luer, Monogr. Syst. Bot. Missouri Bot. Gard. 88: 111 (2002)
36. Scaphosepalum pulvinare (Rchb.f.) Rolfe, J. Bot. 28: 137 (1890)
37. Scaphosepalum rapax Luer, Selbyana 3: 36 (1976)
38. Scaphosepalum redderianum Luer & Sijm, Selbyana 30: 19 (2009)
39. Scaphosepalum reptans Luer & Hirtz, Selbyana 30: 19 (2009)
40. Scaphosepalum swertiifolium (Rchb.f.) Rolfe, J. Bot. 28: 137 (1890)
41. Scaphosepalum tiaratum Luer, Phytologia 49: 223 (1981)
42. Scaphosepalum triceratops Luer & Andreetta, Monogr. Syst. Bot. Missouri Bot. Gard. 26: 96 (1988)
43. Scaphosepalum ursinum Luer, Selbyana 5: 189 (1979)
44. Scaphosepalum verrucosum (Rchb.f.) Pfitzer in H.G.A.Engler & K.A.E.Prantl (eds.), Nat. Pflanzenfam. 2(6): 139 (1888)
45. Scaphosepalum viviparum Luer, Selbyana 2: 390 (1978)
46. Scaphosepalum xystra Luer, Monogr. Syst. Bot. Missouri Bot. Gard. 26: 104 (1988)